# Daugmale

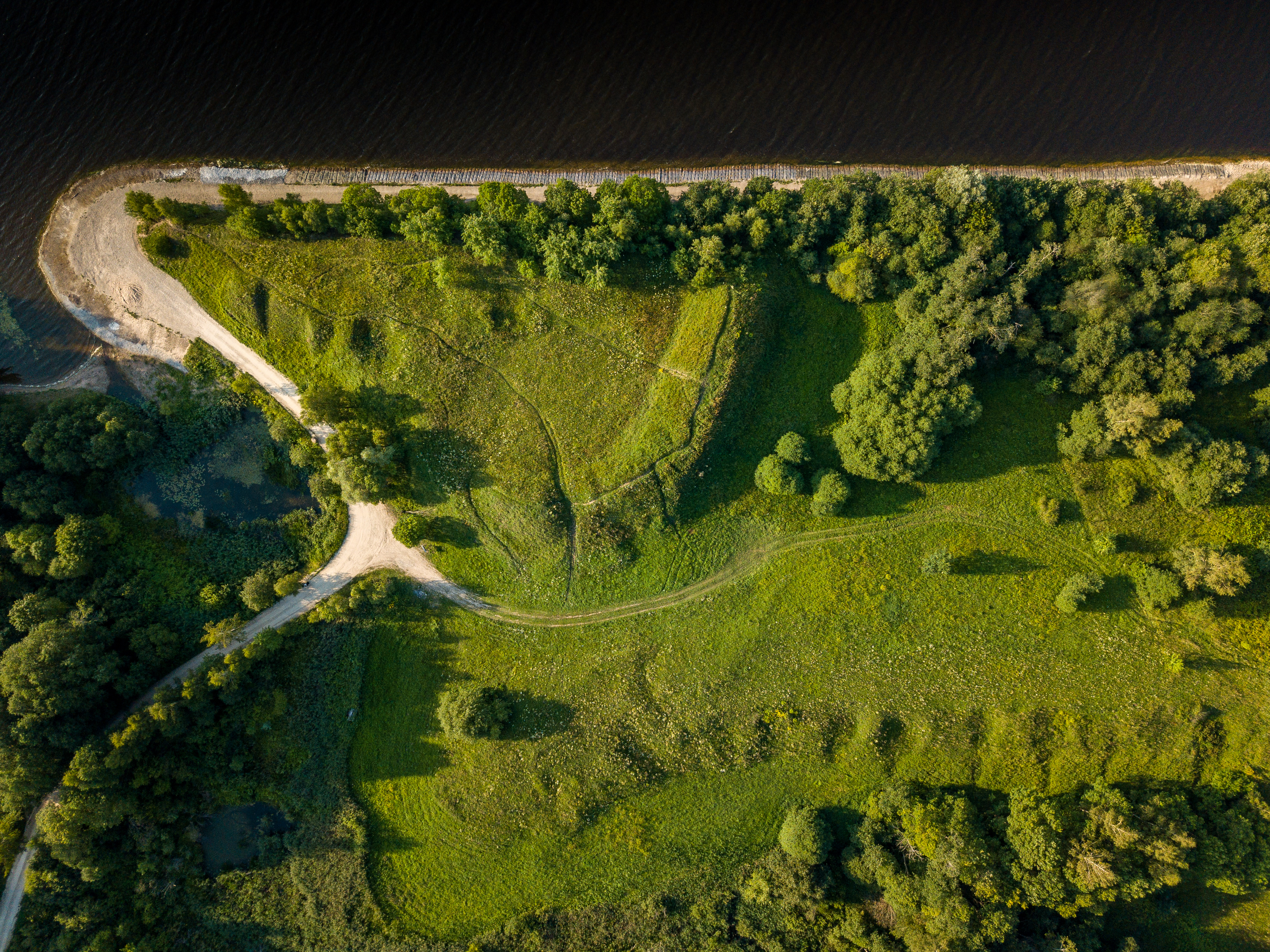
Kullen som finns kvar av det som en gång var Lettlands mäktigaste fäste.

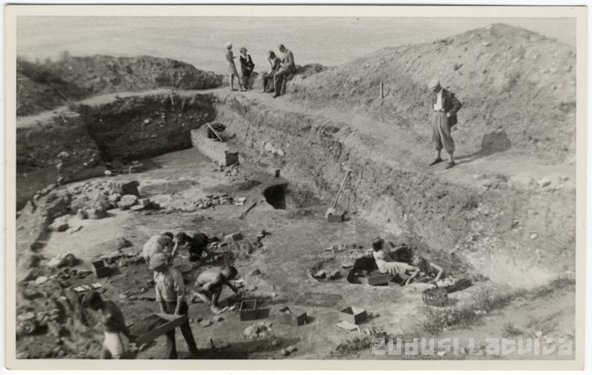
Utgrävningar på 1930-talet.

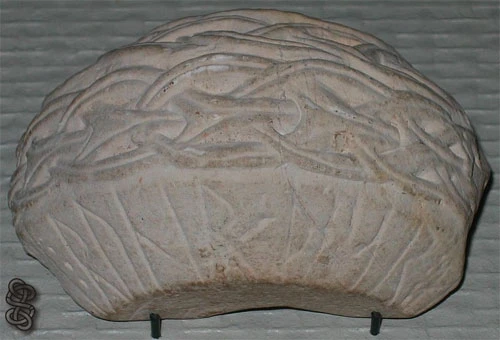
Runor inristade på en sten från området. Arkeologerna tror att det är en del av en sländtrissa. Det är den enda runinskrift som påträffats i Lettland. ”I dessa runor” (ungefär) är allt som går att läsa.

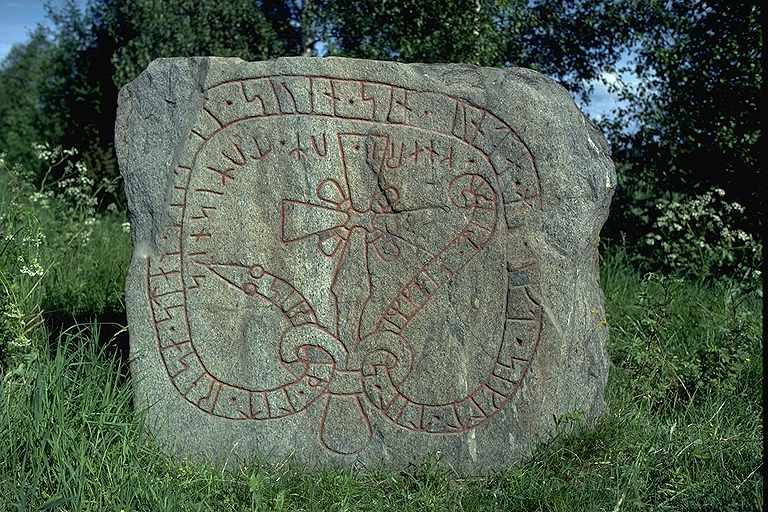
Mervallastenen (Sö 198) nämner Semgallen, det vill säga området kring Rigabukten. På stenen står skrivet: ”Sigrid lät resa stenen efter Sven, sin make. Han ofta seglat till Semgallen, med dyrbar knarr kring Domesnäs”. (1000-tal)

Daugmale, eller Daugmale fornborg (lettiska: Daugmales pilskalns), var en handelsplats och en bosättning i det som är nuvarande Lettland. Daugmale är beläget på floden Daugavas vänstra flodbank cirka 30 kilometer uppströms från Riga och några kilometer nedströms från Ikšķile. Daugmale var befolkat från 200-talet till 1200-talet och hade sin blomstringsperiod under 900-talet, som en viktig plats på vägen från varjagerna till grekerna. Det var en multikulturell handelsplats, befolkad av baltiska semgaller och lettgaller, men även finsk-ugriska liver och slaviska krivitjer levde i den statsliknande bosättningen. Det fanns också ett inslag av skandinaver. Arkeologiska undersökningar har visat att borgen brann ner 14 gånger under sin existens. Det hävdas att Daugmale kan vara det i Henrik av Lettlands krönika omnämnda ”Portus Semigallorum”, det vill säga en semgallisk hamn.

## Beskrivning och historisk bakgrund
Själva fornborgen upptar en yta av knappt 4 000 kvadratmeter och staden, som låg nedanför borgen, upptog en yta av två hektar. Idag återstår i princip bara fornborgen, eftersom det byggts ett vattenkraftverk, vilket innebär att nästan hela det arkeologiska området ligger under vatten. Borgkullen är cirka 25 meter hög och vallen sträcker sig upp sju meter. Daugmale ligger strategiskt placerat där den lilla ån Varžupīti rinner ut i Daugava och kontrollerade man Daugmale så kontrollerade man också floden.
Det finns en lång rad fornborgar längs med Daugava, ungefär var 20:e kilometer, och de är i regel placerade vid forsar. Anledningen till detta är troligen att borgarna skulle kunna ta upp tull av de som var tvungna att gå i land för att dra och staka båtarna när floden inte längre var farbar. Daugmale var den största av dessa borgar och hade en egen hamn. Den estniska arkeologen Marika Mägi kallar Daugmale för ”det östra Birka” och menar att det var det baltiska områdets kanske viktigaste handels- och hantverkscenter. Med ett sådant resonemang torde den lettiska handelsplatsen Grobin i så fall motsvara Helgö. Daugmales roll som handelscenter tas över av Riga i början av 1200-talet, vilket sammanfaller med korstågen i Baltikum, Tyska ordens kolonisation och den process som kallas Ostseidlung.

### Utgrävningar och fynd
Arkeologiska undersökningar inleddes på 1930-talet under ledning av Valdemārs Ginter (1933 och 1935–1937). Det gjordes ytterligare grävningar åren 1966–1970 under Vladislav Urtānas och åren 1986–1992 under Arni Radiņš och Guntas Zemīš. Under utgrävningarna hittades spår av bland annat keramiktillverkning, en brunn och ekonomibyggnader.
Ett fynd som gjorts i Daugmale är de runor som ristats på en sten som troligen varit en sländtrissa en gång i tiden. Det är de enda runor som påträffats i Lettland. Stenmaterialet är lokalt och det innebär ett relativt säkert bevis på att skandinaver bodde på platsen. Spekulationer förekommer om det möjligen kan vara en del av en ämbetsstav eller något annat. Föremålet förvaras idag på museum i Riga.
Utöver denna runinskription består fyndmaterialet av tusentals keramikskärvor och bland annat ett stort antal mynt, en vågvikt av islamisk typ, hängsmycken med rurikidernas symbol, ortodoxa krucifix, bronsfiguriner och så kallade uppståndelseägg.